# Liste des classes de sous-marins russes et soviétiques
Les sous-marins de la marine soviétique puis de la marine russe ont été conçus avec des numéros de projet par le complexe militaro-industriel russe, et ont parfois reçu un nom. Durant la guerre froide, les nations de l'OTAN ont appelé ces navires selon leurs codes OTAN, d'après des rapports de renseignement.

## Description
Les codes OTAN utilisaient la tradition britannique (puis américaine) de nommer les sous-marins avec une lettre de l'alphabet indiquant la classe, puis un numéro de série de cette classe. Les noms utilisent les codes de l'alphabet phonétique de l'OTAN. Pour des raisons de sécurité, les numéros de coque des sous-marins soviétiques n'étaient pas attribués dans l'ordre.
La plupart des sous-marins russes et soviétiques n'avaient pas de nom individuel, mais seulement un numéro et un préfixe composé de lettre identifiant le type de navire, au-delà de la classe. Ces lettres incluaient :
- К (K) — крейсерская (kreïsserskaïa, « croiseur »)
- ТК (TK) — тяжелая крейсерская (tiajelaïa kreïsserskaïa, « croiseur lourd »)
- Б (B) — большая (bolchaïa, « grand »)
- С (S) — средняя (sredniaïa, « moyen »)
- М (M) — малая (malaïa, « petit »)

Ces préfixes pouvaient avoir un C (S) ajouté à la fin, pour специальная (spetsialnaïa) et signifiant « conçu pour des missions spéciales. »

## Construction et développement

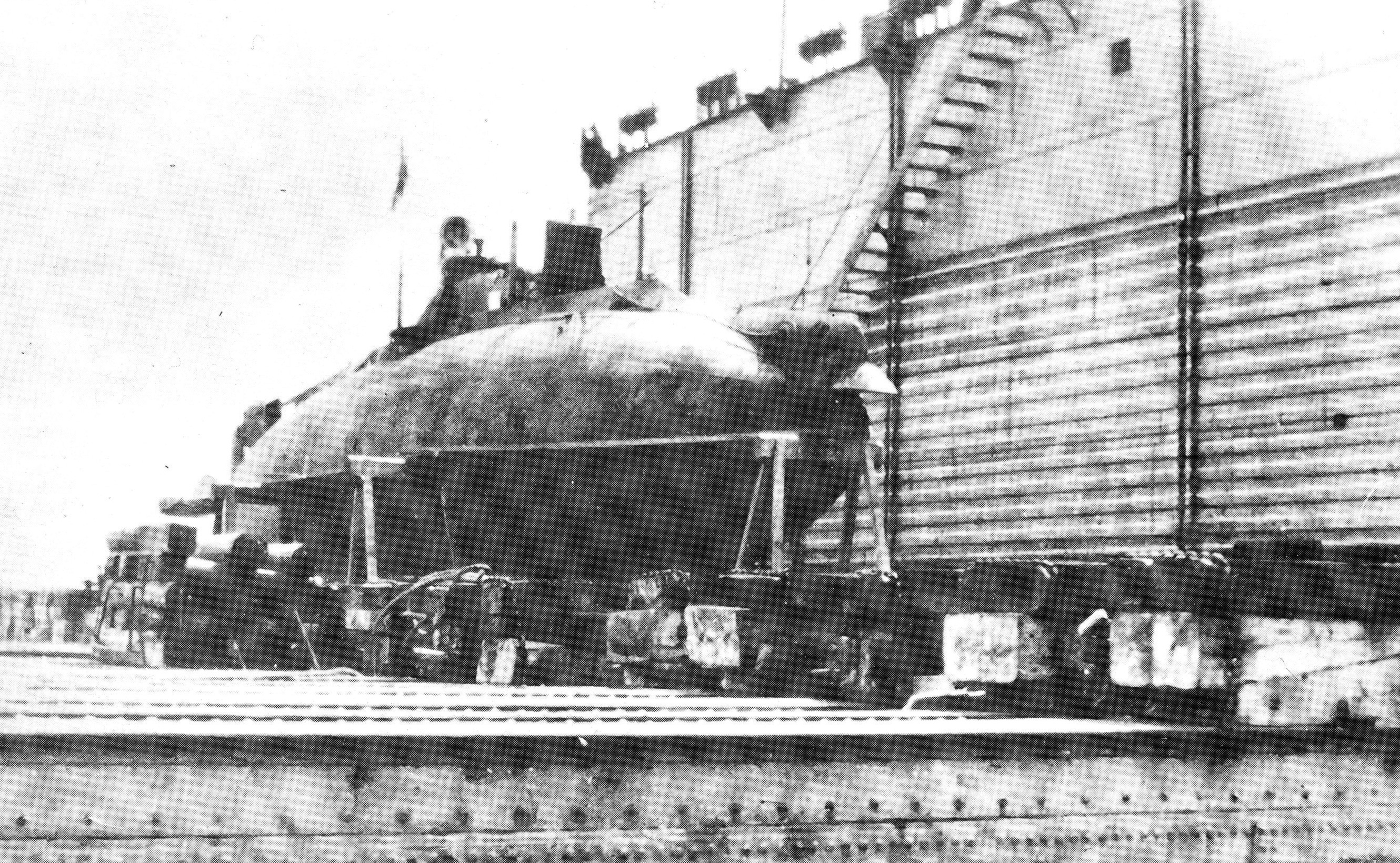
Construction du Som.

Au XXe siècle, 1 109 sous-marins ont été construits par la Russie/URSS, soit 19 % du total mondial, dont 51 avant la révolution russe, 206 entre 1917 et 1941, 56 pendant la Grande Guerre patriotique, 734 après la fin de la seconde guerre mondiale dont 250 à propulsion nucléaire navale.
L'origine remonte au 4 janvier 1901, lorsque le Ministère de la Marine de Russie assigna à trois officiers la tâche de concevoir un sous-marin de combat pour la marine impériale russe : les lieutenants M.N. Beklemishev et I.S. Goryounov, ainsi que l'architecte naval I.G. Boubnov, employé du ministère aux Chantiers navals de la Baltique où la construction du vaisseau devait avoir lieu.
Le 3 mai de la même année, les trois hommes soumettaient le résultat de leurs études au Ministère de la Marine. La proposition fut acceptée en juillet et le Chantier Naval de la Baltique reçu l'ordre de construire le torpilleur no 113 (qui fut plus tard renommé « sous-marin de combat Dauphin (en) »). Boubnov fut nommé à la tête de la Commission de Construction des Sous-marins, laquelle devint, après de multiples renommages et transformations, le « Bureau Central d'Étude et d'Ingénierie Maritime Roubine ».
La construction du Dauphin s'acheva en 1903 et son succès fut le tremplin pour la création de nouveaux types de sous-marins, plus récents et plus avancés. En 1918, 73 sous-marins des classes Kassatka, Minoga, Akoula, Mordj et Vepr avaient rejoint la Marine russe, et quatre de plus de la nouvelle classe Major général Boubnov étaient en construction. 32 de ces sous-marins avaient été conçus par Ivan Boubnov qui fut promu major général du Corps d'architecture navale et professeur émérite de l’Académie de marine Nikolaïev.
Le 26 juin 1904, en secret, la Russie impériale acheta son premier sous-marin de combat connu sous le nom de Madame, une conception de l'américain d'origine allemande Isaac Rice (1850-1915) de l'Electric Boat Company dont il fut le fondateur (1899). À l'origine ce sous-marin fut construit sous la direction du britannique Arthur Leopold Busch (en) comme le torpilleur américain Fulton. Il s'agissait d'un prototype connu sous le nom de la classe Adler. Le 14 octobre 1904, le Som fut officiellement mis en service au large de la côte est de Vladivostok. La Russie le renomma Som (Silure). Ce premier sous-marin russe ne put entrer en service actif au cours de la guerre russo-japonaise, la cause fut le retard de l'expédition des torpilles commandées à l'origine dans l'Empire allemand au début de 1905.
L'un des principaux concepteurs de ces engins depuis est le bureau d'étude Rubin descendant du « Bureau Central d'Étude et d'Ingénierie Maritime Roubine ».
Durant la guerre froide, quatre chantiers navals fabriquaient les sous-marins à propulsion nucléaire.
- Le premier, Sevmash (anciennement chantier naval no 402) à Severodvinsk, en produit depuis 1955,
- Le chantier naval de l'Amour (anciennement chantier naval no 199) à Komsomolsk-sur-l'Amour et a une subdivision à Bolchaïa Kamen, près de Vladivostok,
- Ils ont aussi été construits à Krasnoïé Sormovo (anciennement chantier no 112) de Nijni Novgorod,
- et au chantier naval de l'Amirauté (anciennement chantiers navals no 194 et 196) à Léningrad depuis 1960[2].

La rapidité des constructions des sous-marins nucléaires (12 à 18 mois pour la 1re et la 2e génération) s'est faite au détriment de la qualité. De 1967 à 1990, les Soviétiques ont compté 340 fuites sur les circuits primaires et « perdu » 7 sous-marins nucléaires. La première génération de SNLE était ainsi surnommée « le faiseur de veuves ». En 1992, les autorités ont confirmé la perte d'au moins 20 sous-marins de tous types en temps de paix.
Jusqu'aux années 1970, les sous-marins soviétiques étaient plus bruyants que leurs homologues de l'ouest et moins fiables, les dernières classes produites dans les années 1980 corrigent en partie ces défauts.
Les records de vitesse et de plongée pour des sous-marins de combat sont détenus par des bateaux soviétiques ayant une coque en titane. Un bateau nommé successivement K-18/K-162 puis K-222 (code OTAN : classe Papa) a obtenu lors de ces essais le record officiel avec 44,7 nœuds (82,78 km/h) le 18 décembre 1970 et a atteint de manière non officielle 44,85 nœuds (83,06 km/h) le 30 mars 1971 et le record de plongée est atteint par le K-278 Komsomolets le 4 août 1984 avec une immersion à 1 027 m. Les six SNLE du projet 941 « Akula » (code OTAN : Classe Typhoon) mis en service entre 1981 et 1989 sont les plus imposants au monde avec un déplacement en surface d'environ 23 000 t.

## Diesel-Électrique

### Guerre russo-japonaise
- Dauphin 1
- Kassatka
- Som
- Forel unité unique/unique (classe à part))[6]
- Osetr

### Première Guerre mondiale
- Pochtovy
- Minoga
- Karp 1
- Kaïman
- Morj
- Narval
- Krab
- Amerikansky Golland (type Holland 602GF/602L)

### Seconde Guerre mondiale
| Projet(s)        | Série(s)                                 | Images | Construit(s) | Infos |
| ---------------- | ---------------------------------------- | ------ | ------------ | --- |
| Classe Dekabrist | Série I                                  |        | 6            | Grand sous-marin de position.                                                                            |
| Classe Leninets  | Séries II, XI, XIII, XIII-1938           |        | 25           | Mouilleur de mines.                                                                                      |
| Classe Chtchouka | Séries III, V, V-bis, V-bis-2, X, X-1938 |        | 86           | Sous-marins de patrouille de taille moyenne.                                                             |
| Classe Pravda    | Série IV                                 |        | 3            | Sous-marins d'escadrille.                                                                                |
| Classe Malioutka | Séries VI, VI-bis, XII, XV               |        | 110          | Petits sous-marins pour les patrouilles côtières.                                                        |
| Classe Srednyaïa | Séries IX, IX-bis                        |        | 41           | Sous-marins de taille moyenne, construits selon un projet allemand (première version de Type IX).        |
| Classe K         | Série XIV                                |        | 13           | Sous-marins de croisière avec armes combinées.                                                           |
| Classe TS        |                                          |        | 3            | Anciens sous-marins de la Marine royale roumaine : Rechinul (TS-1), Marsuinul (TS-2) et Delfinul (TS-3). |

### Après-guerres

#### Sous-marins d'attaque

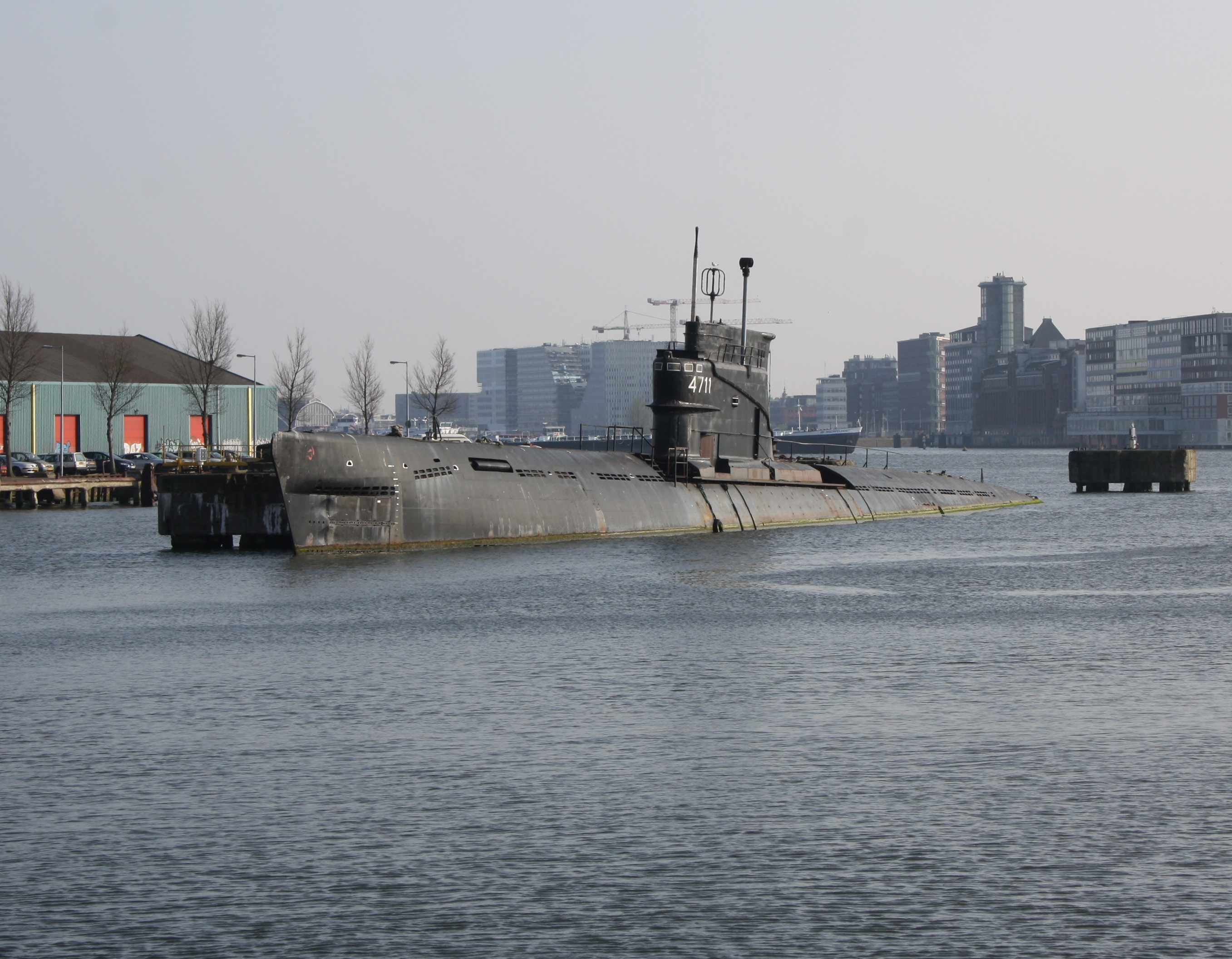
Un sous-marin projet 611 devenu un navire-musée à Amsterdam en 2012.

| Projet                                                  | Code OTAN     | Silhouette/Image | Construit | Infos |
| ------------------------------------------------------- | ------------- | ---------------- | --------- | --- |
| 611                                                     | Zulu          |                  | 26        | Grands sous-marins océaniques |
| 613                                                     | Whiskey       |                  | 215       | Sous-marins polyvalents de taille moyenne                                                                                               |
| 615                                                     | Québec        |                  | 30        | Petits sous-marins à propulsion entièrement diesel                                                                                      |
| 617 (en)                                                | Whale (en)    |                  | 1         | Sous-marin expérimental équipé d'une turbine Walter alimenté par peroxyde d'hydrogène à haute concentration (High-test peroxide ou HTP) |
| 633                                                     | Romeo         |                  | 20        | Sous-marins de taille moyenne |
| 641                                                     | Foxtrot       |                  | 75        | Grands sous-marins océaniques |
| 641Б Cом (Som, poisson-chat)                            | Tango         |                  | 18        | Grands sous-marins océaniques |
| 690 Кефаль (en) (Kefal', mulet)                         | Bravo (en)    |                  | 4         | Sous-marin cible pour les exercices de torpilles                                                                                        |
| 877, 877Э, 877ЭКМ, 877В, 877ЛПМБ, 877ЭК Paltus (turbot) | Kilo          |                  | 24        | Sous-marins de grande taille |
| 636, 636М                                               | Kilo amélioré |                  | 31        | Sous-marins de grande taille |
| 677 Лада (Lada, harmonie)                               |               |                  | 1         | Sous-marins de grande taille |
| 1650 Амур (le fleuve Amour)                             |               |                  | 0         | Modification de la Classe Lada pour l'export                                                                                            |
| 865 Пиранья (en) (Piran'ya, piranha)                    | Losos (en)    |                  | 2         | Sous-marins de poche |

#### Sous-marins lanceurs de missiles de croisière
| Projet   | Code OTAN               | Silhouette/Image | Construit | Infos                                                                                         |
| -------- | ----------------------- | ---------------- | --------- | --------------------------------------------------------------------------------------------- |
| P613     | Whiskey cylindre unique |                  |           | 1 missile de croisière SS-N-3                                                                 |
| 644      | Whiskey deux cylindres  |                  |           | 2 missiles de croisière SS-N-3                                                                |
| 665      | Whiskey Long Bin        |                  |           | 4 missiles de croisière SS-N-3                                                                |
| 651 (en) | Juliett (en)            |                  | 16        | 4 missiles de croisière SS-N-3 Shaddock (P-5 ou P-6), ou SS-N-12 Sandbox (P-500 4K-80 Basalt) |

#### Sous-marins lanceurs d'engins
| Projet                              | Code OTAN | Silhouette/Image | Construit | Infos                                                             |
| ----------------------------------- | --------- | --- | --------- | ----------------------------------------------------------------- |
| V611, 611AV                         | Zoulou    | | 6         |                                                                   |
| 629, 629A, 629B, 601, 605, 619 629R | Golf      | Golf II-class submarine · Golf II-class submarine · Golf II-class submarine · Golf II-class submarine · Golf II-class submarine · Golf II-class submarine · Golf II-class submarine | 24        | 3 × Projet 629 avec système de lancement D-1 pour missiles R-11FM |

#### Sous-marins auxiliaires
| Projet                            | Code OTAN | Silhouette/Image                                        | Construit | Infos |
| --------------------------------- | --------- | ------------------------------------------------------- | --------- | --- |
| 940 Ленок (Lenok, saumon)         | India     | un classe India avec 2 sous-marins de sauvetage en 1985 | 2         | 2 sous-marins de sauvetage Poseidon ou ARS-600                                                                                             |
| 1710 Макрель (Makrel', maquereau) | Belouga   |                                                         | 1         | Navire expérimental utilisé pour tester les systèmes de propulsion, les formes de coque et les techniques de contrôle de la couche limite. |
| 1840 (en)                         | Lima (en) |                                                         | 1         | Utilisé pour l'expérimentation de nouvelles technologies, la recherche ou le soutien à des missions spéciales.                             |

## À propulsion nucléaire

### Sous-marins d'attaque

#### Première génération
| Projet                              | Code OTAN | Silhouette/Image | Construit | Infos |
| ----------------------------------- | --------- | ---------------- | --------- | ----- |
| 627 Кит, 645 Кит-ЖМТ (Kit, baleine) | November  |                  | 14        |       |

#### Deuxième génération
| Projet                                      | Code OTAN  | Silhouette/Image | Construit | Infos |
| ------------------------------------------- | ---------- | ---------------- | --------- | ----- |
| 671, 671B, 671K, 671R Ёрш (Iorch, grémille) | Victor I   |                  | 16        |       |
| 671RT                                       | Victor II  |                  | 7         |       |
| 671RTM et RTMK Щука (Chtchouka, brochet)    | Victor III |                  | 26        |       |

#### Troisième génération

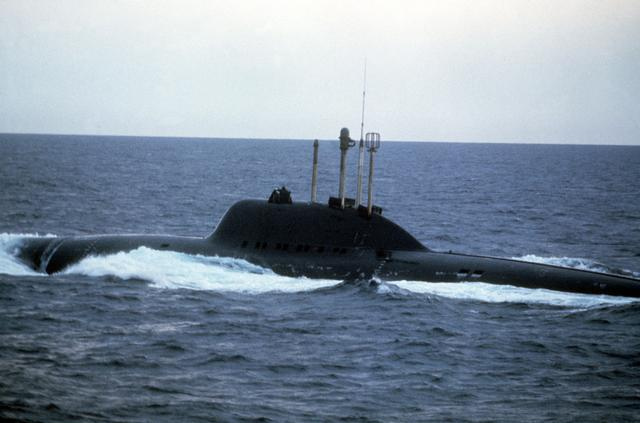
Un Alfa en surface en 1983.

| Projet                                | Code OTAN  | Silhouette/Image  | Construit | Infos                                                          |
| ------------------------------------- | ---------- | ----------------- | --------- | -------------------------------------------------------------- |
| 705, 705K Лира (Lyra, Lyre)           | Alfa       |                   | 7         |                                                                |
| 945 Барракуда (Barrakouda, barracuda) | Sierra I   |                   | 2         |                                                                |
| 945A Кондор (Kondor, condor)          | Sierra II  |                   | 2         |                                                                |
| 945Б Марс (Mars, Mars (mythologie))   | Sierra III |                   |           |                                                                |
| 685 Плавник (Plavnik, aileron)        | Mike       | K-278 Komsomolets | 1         | Record de profondeur d'immersion de 1 020 mètres (3 350 pieds) |
| 971 Щука-Б (Chtchouka-B, brochet)     | Akula      |                   | 15        |                                                                |

#### Quatrième génération
| Projet                    | Code OTAN | Silhouette/Image | Construit | Infos       |
| ------------------------- | --------- | ---------------- | --------- | ----------- |
| 885 Ясень (Iassen, frêne) | Iassen    |                  | 2         | Planifié 12 |

### Sous-marins lanceurs de missiles de croisière

#### Première génération
| Projet | Code OTAN | Silhouette/Image | Construit | Infos |
| ------ | --------- | ---------------- | --------- | ----- |
| 659    | Echo I    |                  | 5         |       |
| 675    | Echo II   |                  | 29        |       |

#### Seconde génération

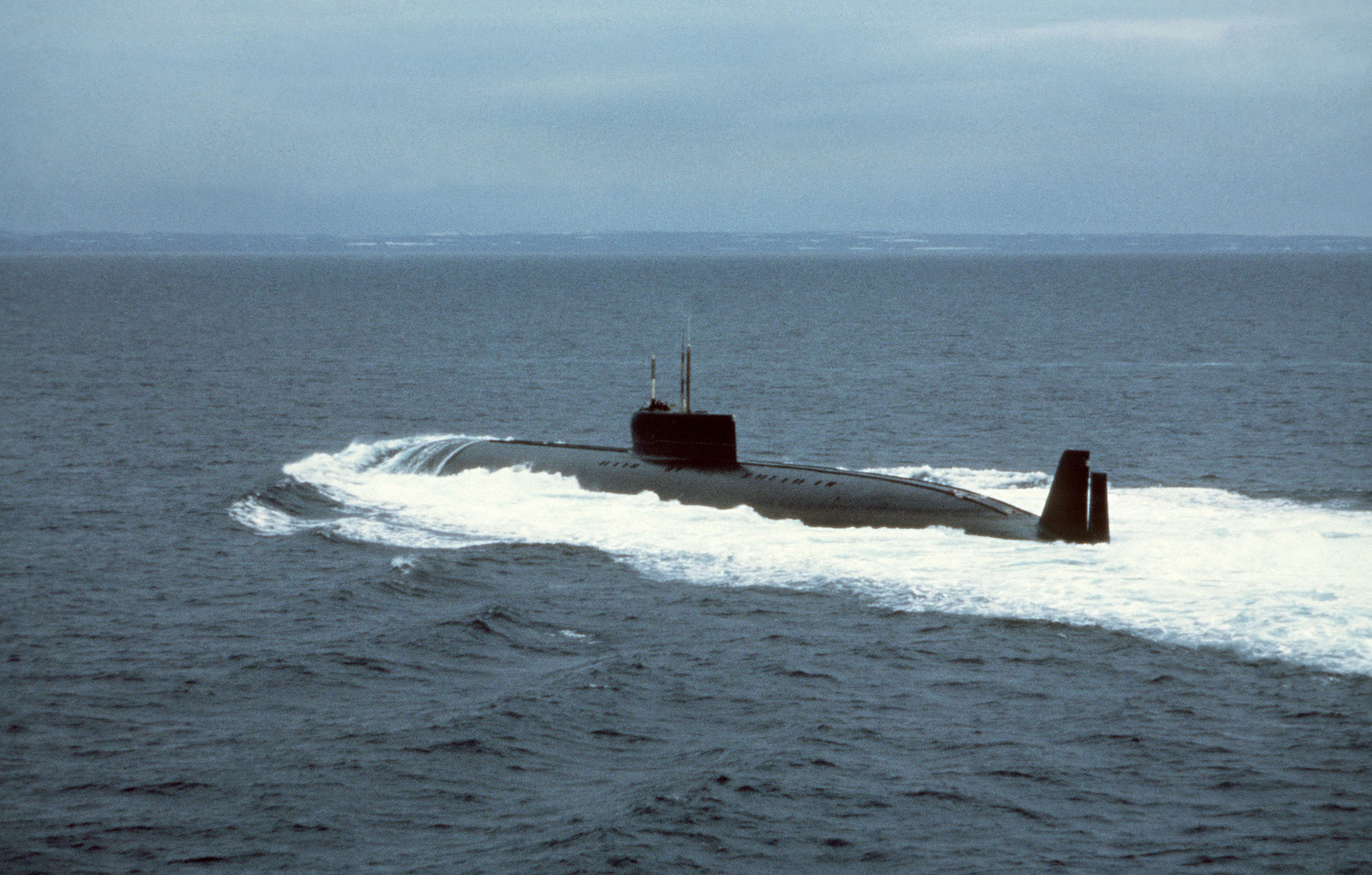
Le Papa, le sous-marin le plus rapide du monde, en patrouille le 1er octobre 1985.

| Projet                                | Code OTAN      | Silhouette/Image | Construit | Infos                                                                               |
| ------------------------------------- | -------------- | ---------------- | --------- | ----------------------------------------------------------------------------------- |
| 661 Анчар (Antchar)                   | Papa           |                  | 1         | La vitesse la plus rapide jamais enregistrée pour un véhicule submergé à 44,7 nœuds |
| 667AT Груша (Groucha, poire)          | Yankee Notch   |                  | 4         |                                                                                     |
| 667M Андромеда (Andromeda, Andromède) | Yankee Sidecar |                  | 1         |                                                                                     |
| 670 Скат (Skat, raie)                 | Charlie I      |                  | 11        |                                                                                     |
| 670M Скат-М (Skat-M, raie)            | Charlie II     |                  | 6         |                                                                                     |
| 06704 Чайка-Б (Tchaïka-B, goéland)    | Charlie        |                  |           |                                                                                     |

#### Troisième génération
| Projet                       | Code OTAN | Silhouette/Image | Construit | Infos |
| ---------------------------- | --------- | ---------------- | --------- | ----- |
| 949 Гранит (Granit, granite) | Oscar I   |                  | 2         |       |
| 949A Антей (Anteï, Antée)    | Oscar II  |                  | 11        |       |

### Sous-marins lanceurs d'engins -SNLE
Тяжёлые ракетные подводные крейсеры стратегического назначения abrégé en ТРПКСН, littéralement « croiseur sous-marin lourd lanceur d'engins »

#### Première génération
| Projet   | Code OTAN | Silhouette/Image | Construit | Infos |
| -------- | --------- | ---------------- | --------- | ----- |
| 658, 701 | Hotel     |                  | 8         |       |

- Le K-19 de la classe Hotel (projet 658) est le premier sous-marin à propulsion nucléaire de l'Union soviétique à être équipé de missiles balistiques ; il est entré en service le 30 avril 1961. Son armement était composé de trois R-13 (en) (code OTAN : SS-N-4 Sark) d'une portée d'environ 600 km.

#### Seconde génération
| Projet                                           | Code OTAN | Silhouette/Image | Construit | Infos |
| ------------------------------------------------ | --------- | ---------------- | --------- | ----- |
| 667A Навага, 667AУ Налим (Navaga; Nalim, burbot) | Yankee I  |                  | 34        |       |
| 667AM Навага-М (Navaga-M)                        | Yankee II |                  | 1         |       |
| Classe Delta, comprenant :                       |           |                  |           |       |
| 667Б Мурена (Mourena, anguille)                  | Delta I   |                  | 18        |       |
| 667БД Мурена-М (Mourena-M, anguille)             | Delta II  |                  | 4         |       |
| 667БДР Кальмар (Kal'mar, calmar)                 | Delta III |                  | 14        |       |
| 667БДРМ Дельфин (Del'fin, dauphin)               | Delta IV  |                  | 7         |       |

- Projet 667BDR Kalmar classe Delta-III : construit à 14 exemplaires à partir de 1976, 4 sont en service et devraient être retirés d'ici quelques années. Il peut transporter 16 missiles SS-N-18. 3 lots de ces missiles emportant 3 ogives seraient disponibles emportant un total 196 ogives. Le K-535 Iouri Dolgorouki en essais en 2010. Il s'agit du premier bateau de la classe Boreï.
- Projet 667BDRM Del'fin classe Delta-IV : version améliorée du Projet 667BDR. L'URSS en a construit 7, dont 6 sont en service. Depuis 1999, ils sont en travaux de remise à niveau. Deux sont en chantier en 2010 donc 4 sont opérationnels. Ils peuvent transporter 16 missiles SS-N-23 emportant 4 ogives soit un total de 384 ogives emportées pour les 4 sous-marins.
- Le 6 août 1991, lors de l'opération Behemoth-2, le sous-marin de classe Delta-IV K-407 Novomoskovsk tire en plongée une salve de 16 missiles R-29RM devenant le seul bâtiment, en 2016, à avoir lancé l'ensemble de sa dotation de missiles.

#### Troisième génération
| Projet                     | Code OTAN                                                    | Silhouette/Image | Construit | Infos |
| -------------------------- | ------------------------------------------------------------ | ---------------- | --------- | ----- |
| 941 Акула (Akoula, requin) | Typhoon (l'OTAN utilise « Akoula » pour parler du Shchuka-B) |                  | 6         |       |

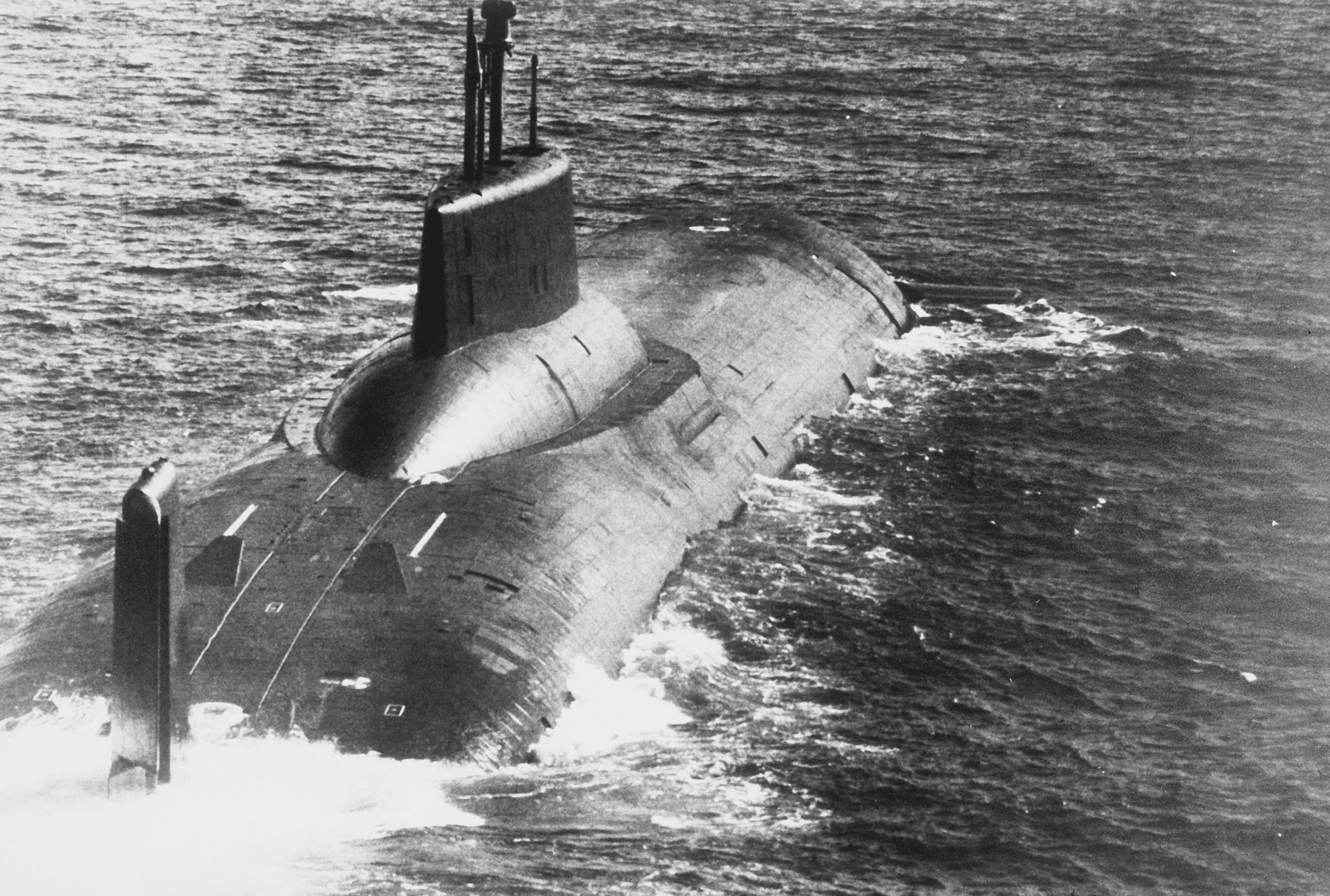
Un Akula en surface. Ces sous-marins mis en service dans les années 1980 restent, en 2017, les plus grands construit.

- Projet 941 Akoula classe Typhoon : il peut transporter 20 missiles SS-N-20. À sa mise en service, il était le plus silencieux des sous-marins soviétiques et reste le plus grand au monde. Sur un total de six construits, un seul est encore en service et sert de banc d'essai à une nouvelle génération de missiles balistiques, le SS-N-32 (3M30 Boulava) et deux sont en réserve, et seront peut-être démantelés comme les trois déjà retirés du service.

#### Quatrième génération
| Projet            | Code OTAN | Silhouette/Image | Construit | Infos |
| ----------------- | --------- | ---------------- | --------- | ----- |
| 955 Борей (Boreï) | Boreï     |                  | 5         |       |

- Project 955 classe Boreï : fin 2014, trois sous-marins sont en service alors que la Marine de guerre russe prévoit la mise en chantier de deux bâtiments supplémentaires. Cette classe devrait comprendre un total de 8 navires d'ici 2020 et remplacera les éléments des générations précédentes qui seront retirés en 2018. Ils doivent emporter 16 R-30 Boulava.

#### Sous-marins auxiliaires
| Projet                              | Code OTAN       | Silhouette/Image | Construit | Infos |
| ----------------------------------- | --------------- | ---------------- | --------- | ----- |
| 1910 Кашалот (Kachalot, cachalot)   | Uniform         |                  | 1         |       |
| 977.4 Аксон (Akson)                 | Yankee Pod      |                  | 1         |       |
| 978                                 | Yankee Stretch  |                  | 1         |       |
| 09780 Аксон-2 (Akson-2)             | Yankee Big Nose |                  | 1         |       |
| 20120 Сарган (en) (Sargan ou Sarov) | Sarov (en)      |                  | 1         |       |

Trois autres classes de submersibles à propulsion nucléaire de recherche à grande profondeur sont classés comme « station nucléaire de plongée profonde de 1er rang ».